# 2080-talet
2080-talet kommer att bli ett decennium som startar måndagen den 1 januari 2080 och slutar lördagen den 31 december 2089.

## Framtida händelser
- 2084
  - 10 november – Jorden transiterar solen sett från Mars.[1]
- 2085
  - 7 november – Merkuriuspassage.